# 大泊古墳群
大泊古墳群（おおどまりこふんぐん）は、京都府京丹後市網野町浜詰にある古墳群である。日本海に面した岬の丘陵斜面に位置する古墳時代後期の古墳群であり、海と関係する有力者の墳墓とみられている。

## 概要
横穴式石室を持つ3基の古墳から成り立っている。岬の先端に近い尾根の南西側に1号墳が位置し、1号墳の北東70メートルの岬の東北側に2号墳・3号墳が10メートル間隔で並んでいる。3基とも半壊しており、墳丘規模は不明である。
1号墳の石室は右片袖式で、南南東に開口している。1号墳の石室の規模は、全長6.6メートル、玄室長3.9メートル、奥壁部幅1.7メートル、羨道長 2.7メートル、幅1.3メートルである。天井石が失われ、内部が荒らされていた。3号墳も天井石が失われている。3号墳の石室の規模は、全長4.5メートル以上、幅1.9メートル、高さ1.8メートル以上。1号墳・3号墳とも、石室は凝灰角礫岩が用いられている。
出土した須恵器の中にTK209型式のものがあるため、古墳の築造時期は6世紀後半から7世紀初頭と見られている。
発掘調査は1962年に同志社大学考古学研究会によって行われたが、2号墳の調査は行われていない。

## 発掘の経緯
1962年8月1日より1週間、同志社大学考古学研究会によって、京都府竹野郡網野町木津地区（当時）の考古学的遺跡の分布調査が行われた。それに伴い、大泊古墳群の現状が調査された。
この調査は、古墳の分布及び周辺地形の測量が主目的であったが、その際、1基の古墳の石室内に土器及び須恵器が散乱しているのが発見され、また、もう1基の古墳からも土器が出土していることが確認された。
これを数年前の地元の中学生たちによる非学術的な調査の結果であるとして、2基の古墳の学術的な発掘調査の必要性が、研究会顧問に具申された。1962年11月28日より11月30日まで、同志社大学考古学研究会による再調査が行われ、報告書がまとめられている。

## 出土品

### 1号墳
- 瑪瑙製勾玉1、直刀1、土師器10、須恵器27

### 2号墳
- 須恵器11[2]

### 3号墳
- 耳環1、金銅製圭頭大刀1、直刀1、鉄鏃2、鑿状鉄製品1、須恵器11

#### 金銅製圭頭大刀
全長は推定9.5センチメートル。茎先から切先までが8センチメートル、圭頭部が7.5センチメートルある。
柄頭
金銅で作られた圭頭であり、切羽及び腕貫緒の孔がある。長さ7.4センチメートル、最大幅6センチメートル、最大厚3.4センチメートル。頭椎式の柄頭に近い。芯をなす木質の一部が遺っている。
柄間
細糸の一部が遺っている。
鍔
金銅製で直径8センチメートル、短径6センチメートル。倒卵形のもので周縁が一段厚く、六窓の台形透孔がある。
刀身
平造りで刃幅3.5センチメートル、脊幅1.6センチメートル。茎部に目釘が遺っている。
鎺(ハバキ)
鉄製で長さ1.6センチメートル。
鞘口金具
金銅製で長さ6.3センチメートル。
鞘中金具
金銅製で長さ7.5センチメートル、直径3.7センチメートル、短径2.9センチメートル。内側に木質部が遺っている。
鞘尻金具
金銅製で長さ13.8センチメートル、直径3.1センチメートル、短径1.9センチメートル。中に木質が遺っている。

## ギャラリー

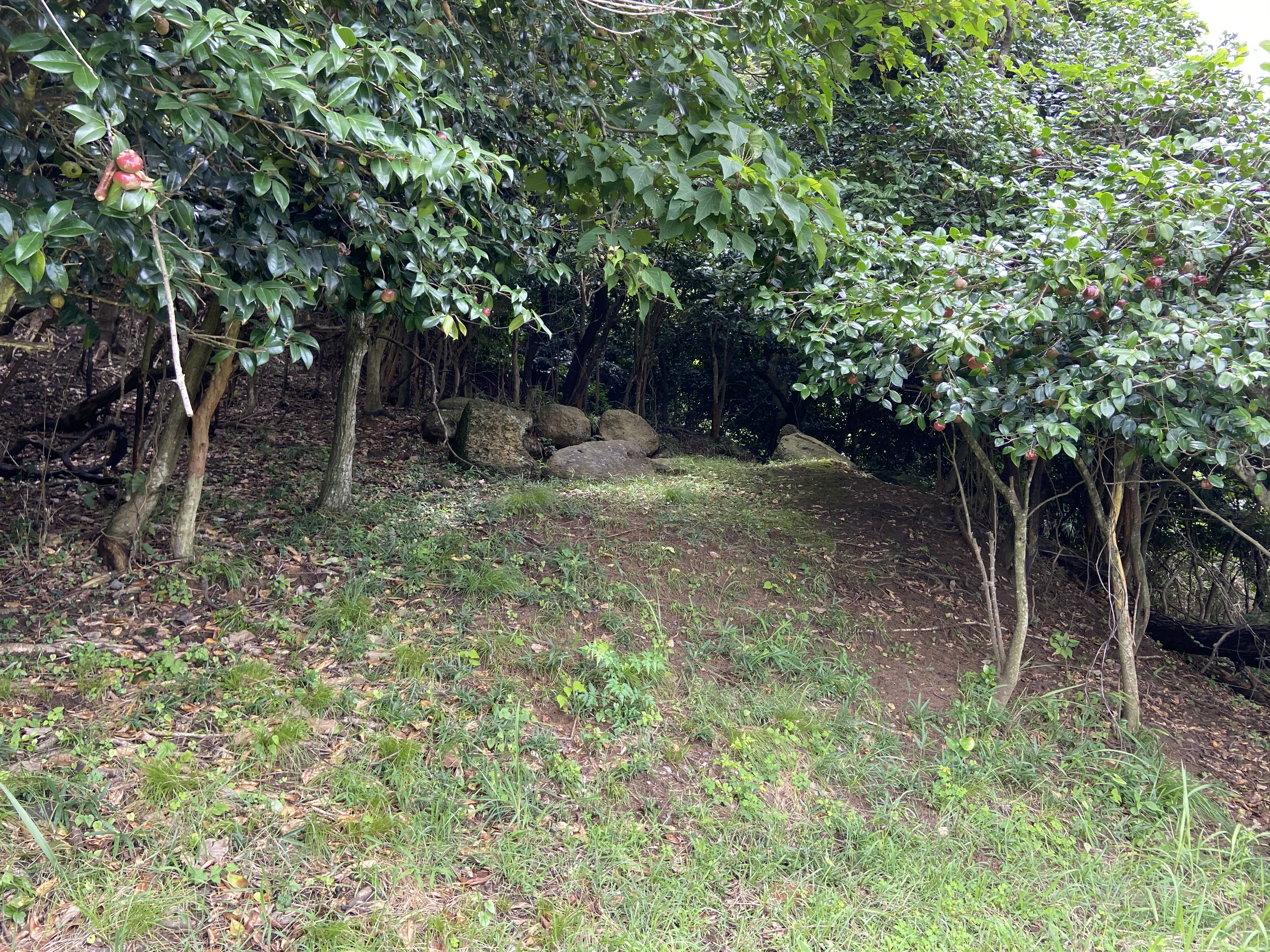
1号墳石室を海側から撮影（2020年7月）
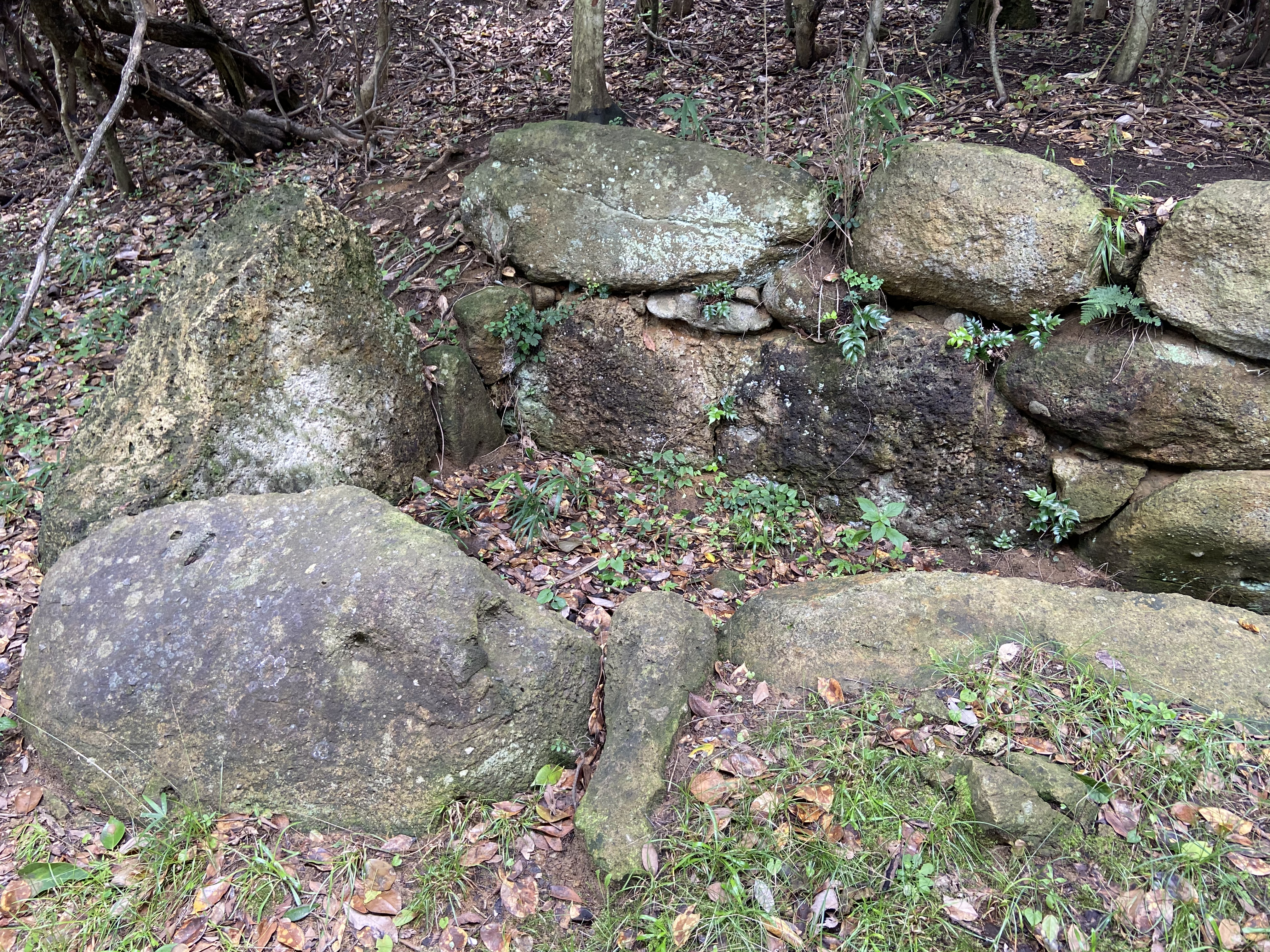
1号墳石室の一部（2020年7月）
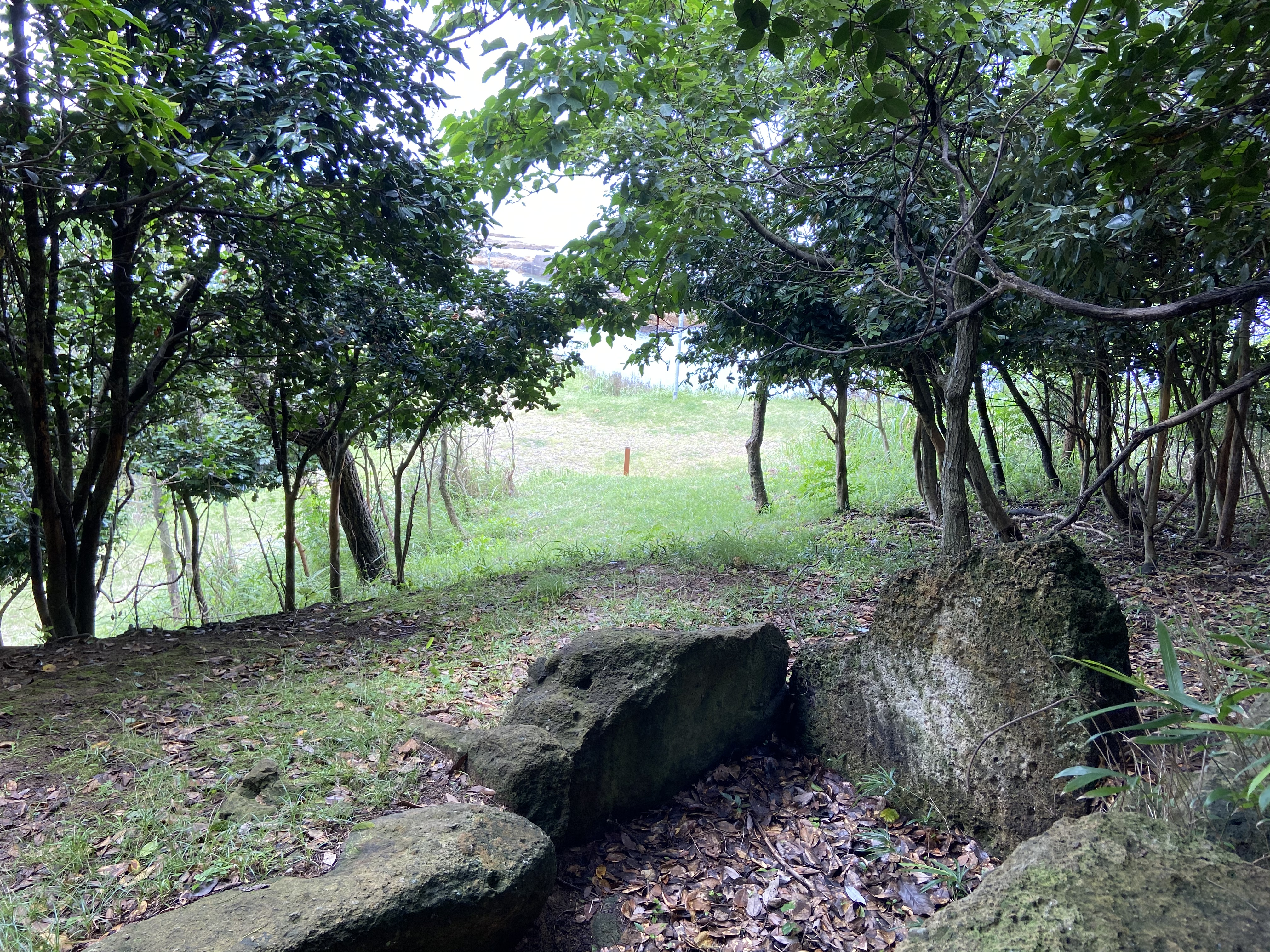
1号墳石室を山側から撮影（2020年7月）

## 現地情報

### 所在地
- 京都府京丹後市網野町浜詰小字大泊

### 周辺
- 浜詰遺跡